# Euchaetes psara
Euchaetes psara är en fjärilsart som beskrevs av Dyar 1907. Euchaetes psara ingår i släktet Euchaetes och familjen björnspinnare. Inga underarter finns listade i Catalogue of Life.